# Художественный музей Кобе Юкари
Художественный музей Кобе Юкари (яп. 神戸ゆかりの美術館) — муниципальный музей, который находится в префектуре Хиого в городе Кобе (район Хигаси-Нада). Другое название музея - "Музей художников Кобе".

## Общие сведения
Музей был учрежден муниципальным отделом по международному туризму и культуре в марте 2007 года и расположился на первом этаже городского Музея моды на острове Рокко-Айленд. Цель музея — популяризация искусства и культуры, зародившихся в портовом Кобе, для которого характерно сочетание морской и горной природы, восточной и западной культуры. В музее выставляются принадлежащие городу произведения художников, живших и работавших в Кобе, начиная со второй половины XIX века .

## Наиболее известные художники в собрании музея
- Хэйдзо Канаяма (1883-1964)
- Рёхэй Коисо (1903-1988)
- Масуки Комацу (1904-2002)
- Харуо Исидзака (1929-　)
- Хидэ Каваниси (1894-1965)
- Масару Наканиси (1924-2015)
- Юки Синтани (1937-2006)